# Delta Moon
Delta Moon è un gruppo americano di swamp blues, blues rock e blues. I membri provengono da diversi luoghi, Inman Park, Atlanta, Georgia, Stati Uniti. Il nome del gruppo venne in mente al membro fondatore, Mark Johnson, mentre era in pellegrinaggio alla casa di Muddy Waters vicino a Clarksdale, nel Mississippi. Nel 2003 Delta Moon vinse l'International Blues Challenge. Hanno pubblicato numerosi album su varie etichette discografiche, tra cui Low Down, che la rivista Down Beat ha nominato tra i loro "migliori album del 2015".
Riferendosi al suono gemellato della chitarra della band, il Chicago Sun-Times ha dichiarato che "lo stile a doppio cursore di Gray e Johnson funziona alla perfezione".

## Carriera
Uno dei fondatori della band, Tom Gray, è nato a Washington, D.C. ed è cresciuto in Arlington County, Virginia e Georgia. La sua casa di famiglia si trova sulle montagne della Carolina del Nord. È l'ex cantautore, vocalist e tastierista della band new wave degli anni '80, The Brains. Gray ha scritto la loro canzone più famosa, Money Changes Everything (1978), che fu lanciata con successo da Cyndi Lauper nel 1984. Verso la fine degli anni '80 iniziato a suonare la lap steel guitar. È il principale autore di canzoni della band, e le sue canzoni sono state registrate da Cyndi Lauper, Manfred Mann, Carlene Carter e Bonnie Bramlett, tra gli altri. Nel 2008, la Roots Music Association lo ha battezzato "Blues Songwriter of the Year".
L'altro membro fondatore del gruppo, Mark Johnson, è nato a Ravenna, Ohio. Ha suonato la chitarra in gruppi di scuole superiori prima di trasferirsi nei primi anni '90 ad Atlanta, Georgia, formando i Rude Northerners e poi ha lavorato con un'altra band di Atlanta, The Crawdads. Si è diplomato in accordatura standard ed iniziò a suonare la chitarra slide a collo di bottiglia.
Un incontro casuale in un negozio di musica di Atlanta mise in contatto Gray e Johnson che iniziarono a suonare insieme nei club locali. La coppia fu successivamente raggiunta dalla cantante Gina Leigh ampliando la propria gamma di performance. L'album di debutto omonimo dei Delta Moon, pubblicato sulla propria etichetta nel 2002, conteneva una versione di copertina di Preachin' the Blues di Son House.
Nel 2003 i Delta Moon vinsero l'International Blues Challenge. Lo stesso anno si esibirono al Sarasota Blues Fest. Apparvero anche al Bull Durham Blues Festival. Nel giugno 2003 i Delta Moon pubblicarono Live, registrato presso i Tree Sound Studios di Atlanta, seguito nel 2004 da Goin' Down South. L'album comprendeva una cover di David Bowie e Iggy Pop, Nightclubbing, mentre Shake Something Loose fu scritto insieme da Gray con Randall Bramblett. Più tardi quell'anno Leigh lasciò la band e fu sostituito da Kristin Markiton. Howlin fu il loro quarto album in tanti anni e includeva brani scritti da Frank Edwards (Put Your Arms Around Me) e Jessie Mae Hemphill (Lovin' in the Moonlight). Nel 2007 ulteriori cambiamenti di personale hanno visto Darren Stanley, originario di Stone Mountain, Georgia, unirsi alla batteria accanto al bassista Franher Joseph.
Clear Blue Flame (2007) ha visto i Delta Moon senza una cantante fin dai primi giorni, dopo la partenza della Markiton. Una dei pezzi dell'album era Jessie Mae, dedicata alla cantante blues Jessie Mae Hemphill. Inoltre Gray rielaborò Money Changes Everything per incorporare una sezione di violino piuttosto diversa dalle disposizioni di Brains o di Lauper. Il pezzo del titolo diceva che il buon chiaro di luna brucia con una chiara fiamma blu. Hell Bound Train (2010) fu il quinto album in studio della band. Nel 2012 Black Cat Oil, seguì una tradizione dei Delta Moon chiudendo il set di brani con una cover; questa volta con Write Me a few of your lines di Mississippi Fred McDowell. Nel 2013 furono autoprodotti due album live; Life's A Song - Live Volume One e Turn Around When Possible - Live Volume 2. Blues411 dichiarò Turn Around When Possible uno dei "migliori album live blues di quell'anno". Nel 2015, l'aggiunta di Vic Stafford completò l'attuale formazione.
L'album dei Delta Moon, Low Down fu pubblicato a maggio 2015 e comprendeva nove canzoni originali scritte da Gray e cover di brani scritti da Bob Dylan, Tom Waits e Skip James. A gennaio 2016 la rivista Down Beat nominò Low Down tra i "migliori album del 2015". Vintage Guitar osservò che "Delta Moon è un profondo blues con una furia ... roba calda!"

## Membri della band

### Presenti
| Tom Gray       | voce solista, slide guitar (nato Washington) |
| Mark Johnson   | slide guitar (nato Ravenna, Ohio)            |
| Franher Joseph | basso (nato Haiti)                           |
| Vic Stafford   | batteria (nato Stone Mountain, Georgia)      |

### Passati
| Gina Leigh       | voce |
| Kristin Markiton | voce |

## Discografia

### Album
| Anno | Titolo                                    | Etichetta                               |
| ---- | ----------------------------------------- | --------------------------------------- |
| 2002 | Delta Moon                                | CD Baby / Delta Moon                    |
| 2003 | Live                                      | CD Baby / Delta Moon                    |
| 2004 | Goin' Down South                          | CD Baby / Delta Moon                    |
| 2005 | Howlin'                                   | Delta Moon                              |
| 2007 | Clear Blue Flame                          | Jumping Jack Records                    |
| 2010 | Hell Bound Train                          | Fontana North / Red Parlor Records      |
| 2012 | Black Cat Oil                             | ZYX Music / Red Parlor Records          |
| 2013 | Life's A Song - Live Volume One           | Self-released                           |
| 2013 | Turn Around When Possible - Live Volume 2 | Self-released                           |
| 2015 | Low Down                                  | Heartfixer Music / Jumping Jack Records |
| 2017 | Cabbagetown                               | Jumping Jack Records                    |
| 2018 | Babylon is Falling                        | Landslide Records                       |